# Stronger Than Me
"Stronger Than Me" é uma canção da cantora e compositora britânica
Amy Winehouse de seu álbum de estréia, Frank (2003). Escrito por Winehouse e Salaam Remi, "Stronger Than Me" foi lançada no Reino Unido como o single de estréia do álbum em 6 de outubro de 2003, e terminou como o single mais baixo da carreira de Frank e Winehouse, chegando ao número 71 no UK Singles Chart. A canção, no entanto, ganhou o prêmio Ivor Novello de Melhor Canção Contemporânea Musicalmente e Liricamente em 2004.
O single de "Stronger Than Me" apresenta um lado B exclusivo, "What It Is". Uma rara versão ao vivo da música interpretada por Winehouse foi apresentada na cinebiografia do documentário baseada na vida e na morte de Winehouse, Amy (2015) e a versão original foi incluída na trilha sonora original do filme. Foi dito no filme que "Stronger Than Me" vendeu mais de 800 cópias por dia após seu lançamento inicial pelo guitarrista anterior de Winehouse, Ian Burter.

## Vídeo da música
Um videoclipe foi produzido para promover o single. O vídeo apresenta Winehouse entrando em um bar e encontrando o namorado bêbado. O vídeo segue a letra da música enquanto Winehouse degrada seu namorado por seu fracasso em ser o parceiro mais forte e dominante. O vídeo continua enquanto Winehouse atua como o parceiro mais dominante ajudando seu namorado em casa. Winehouse é vista sendo acariciada por seu namorado bêbado enquanto eles lutam para sair do bar, em seguida, então visto olhando com desgosto quando ele vomita no carro que os leva para casa. Enquanto o vídeo termina, Winehouse é vista em uma rua retrô, lutando para colocar seu namorado inconsciente em sua casa. Não fazendo isso, Winehouse desiste, deixando-o semiconsciente na rua e indo para dentro quando a música termina.

## Faixas
CD Britânico

(CID 830; Lançado: 2003)
1. "Stronger Than Me" - 3:34
2. "What It Is" - 4:44
3. "Take The Box" (Mix de The Headquarters) - 3:49

CD Promo Britânico

(CIDDJ 830; Lançado: 2003)
1. "Stronger Than Me" - 3:34

12" Vinil Britânico

(12 IS 830; Lançado: 2003)
Lado A
1. "Stronger Than Me" (Versão do Álbum)
2. "Stronger Than Me" (Curtis Lynch Jnr.)

Lado B
1. "Stronger Than Me" (Remix de Harmonic 33)
2. "Stronger Than Me" (Acapella)

12" Vinil Promo Britânico

(12 IS 830 DJ; Lançado: 2003)
Lado A
1. "Stronger Than Me" (Remix Vocal de Curtis Lynch Jnr)

Lado B
1. "Stronger Than Me" (Dub Remix de Curtis Lynch Jnr)

## Desempenho nas Paradas
| Paradas (2003)                 | Melhor Posição |
| ------------------------------ | -------------- |
| Reino Unido - UK Singles Chart | 71             |
| Paradas (2004)                 | Melhor Posição |
| Países Baixos - Dutch Top 100  | 87             |
| Paradas (2008)                 | Melhor Posição |
| Itália - Parada de Singles     | 34             |

1. ↑  «"Amy Winehouse - Stronger Than Me"». YouTube. 23 de Dezembro de 2009. Consultado em 8 de Junho de 2018
2. ↑  «"Amy Winehouse – Stronger Than Me – Music Charts"» (em inglês). aCharts.us
3. ↑  «"dutchcharts.nl – Amy Winehouse – Stronger Than Me"» (em neerlandês). DutchCharts.nl